# Volga (étage de fusée)
Pour les articles homonymes, voir Volga (homonymie).
L'étage Volga (russe : Волга), est un étage supérieur de fusée développé pour équiper les lanceurs Soyouz 2. Volga est un dérivé de l'ancien étage Ikar, utilisé en 1999, devant servir à offrir une plus grande souplesses aux utilisateurs de Soyouz, en se plaçant comme un étage supérieur d'une capacité plus faible que l'étage Fregat, l'autre étage supérieur de Soyouz en activité aujourd'hui.

## Historique

### Développement

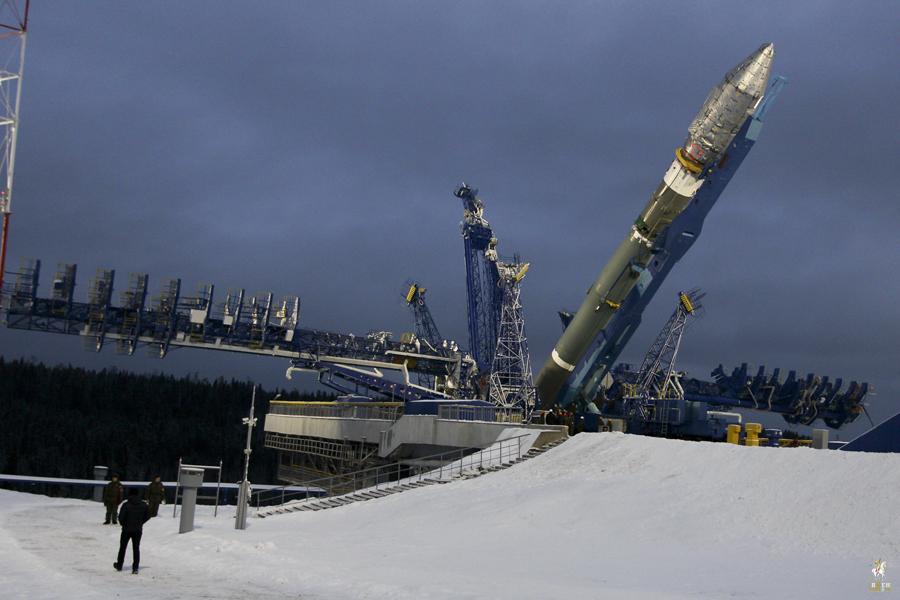
Mise à la verticale du lanceur Soyouz 2.1v équipé d'un étage supérieur Volga.

C'est en 2008 que le projet d'un nouvel étage de fusée a été proposé à Roscosmos, mais ça n'est qu'en 2010 que son développement a été acté. Ce sera le constructeur TsSKB-Progress situé à Samara qui se chargera de la réalisation de ce nouvel étage.
Trois exemplaires seront construits pour réaliser les essais au sol, avant de procéder à quelques mises à feu d'essais. Le programme étant jugé prioritaire, le développement s'effectue très rapidement, les employés travaillant même les jours féries. Après trois ans, le nouvel étage est prêt. Ce dernier est basé sur l'ancien étage supérieur Ikar, utilisé en 1999 sur Soyouz-U, qui était un petit étage supérieur.
Le développement de Volga a été initié afin d'offrir une alternative à l'étage Fregat sur les Soyouz-2.1a et 2.1b, quand les charges utiles ne nécessitent pas tout le carburant que peut offrir cet étage. De plus, le nouveau lanceur Soyouz 2.1v serait incapable de lancer une charge utile conséquente avec un étage supérieur Fregat, il était donc nécessaire de démarrer le développement de cet étage Volga.
Le premier vol a lieu le 28 décembre 2013 depuis le cosmodrome de Plesetsk à bord du nouveau lanceur Soyouz 2.1v. Après plusieurs heures de vols, la mission est annoncée comme un succès, l'étage Volga ayant fonctionné nominalement.

### Vol du 5 décembre 2015
Ce lancement est le deuxième de l'étage Volga, à bord de Soyouz 2.1v. Après une mise en orbite réussie et la séparation de Cosmos 2512, un problème survient lors de la tentative de séparation de Cosmos 2511 (un satellite Kanopouss-ST), et ce dernier ne parvient pas à être largué. L'ensemble Volga + Cosmos 2511 retombe et brûle dans l'atmosphère 3 jours plus tard.
L'enquête montrera que c'est l'étage Volga qui est en tort. Le satellite, fixé sur le haut de cet étage, est maintenu par quatre verrous de maintien. Ce système de séparation, dénommé SS2.1V-K.0615-000, n'est pas fourni par le TsSKB-Progress, mais par le PO Poliot. L'erreur est due à un de ces verrous de maintien qui a refusé de se séparer, causant donc l'échec de la séparation du satellite.
Ce vol est le premier, et seul à ce jour, échec partiel de l'étage Volga.

### Vols ultérieurs
Le troisième lancement de l'étage Volga se fera sur une Soyouz 2.1a, non pas depuis le cosmodrome de Plesetsk comme les précédents, mais depuis le nouveau cosmodrome de Vostochnyi, dans l'oblast de l'Amour. Ce premier vol dans l'extrême orient russe se soldera par un succès,.
Par la suite, Volga continuera également ses lancements sur Soyouz 2.1v. L'étage pourrait de nouveau à l'avenir être utilisé sur les Soyouz plus classiques (2.1a, 2.1b, ST-A, ST-B), que ce soit depuis la Russie (Plesetsk, Vostochnyi), le Kazakhstan (Baïkonour) ou la France (Centre Spatial Guyanais).

## Caractéristiques techniques
L'étage Volga pèse 890 kg à vide, et peut emporter 900 kg d'ergols, ce qui fait une masse totale de 1790 kg au décollage. L'étage est propulsé par un unique moteur 17D64, et sa stabilité est assurée par seize moteurs directionnels de type S5.142. Le carburant utilisé est de l'UDMH mélangé à du peroxyde d'azote, ce sont donc des ergols stockables, qui au contraire d'ergols cryotechniques (dihydrogène et dioxygène liquide) permettent d'effectuer de longues missions en orbite. Le contrôle est assuré par l'ordinateur embarqué Saliout-5V.

## Liste des vols
Tableau mis à jour le 25 février 2023 
| Succès | Succès | Succès | Vol n° | Lanceur     | Lancement (UTC)  | Base de lancement   | Charge utile                                    | Orbite | Notes                                                                        |
| ------ | ------ | ------ | ------ | ----------- | ---------------- | ------------------- | ----------------------------------------------- | ------ | ---------------------------------------------------------------------------- |
|        | ✓      |        | 1      | Soyouz 2.1v | 28/12/2013 12h30 | Site 43/4, Plesetsk | AIST n°1 Cosmos 2493 Cosmos 2494                | LEO    | Premier vol de Soyouz 2.1v Premier vol de l'étage Volga                      |
|        | ~      |        | 2      | Soyouz 2.1v | 05/12/2015 14h09 | Site 43/4, Plesetsk | Cosmos 2511 Cosmos 2512                         | SSO    | Échec partiel : Erreur sur l'étage Volga Cosmos 2511 n'a pas pu être séparée |
|        | ✓      |        | 3      | Soyouz 2.1a | 28/04/2016 02h01 | Site 1S, Vostochnyi | Lomonossov AIST n°2D SamSat 318                 | SSO    | Premier vol sur Soyouz 2.1a Premier vol depuis Vostochnyi                    |
|        | ✓      |        | 4      | Soyouz 2.1v | 23/06/2017 18h05 | Site 43/4, Plesetsk | Cosmos 2519 Cosmos 2521 Cosmos 2523             | SSO    |                                                                              |
|        | ✓      |        | 5      | Soyouz 2.1v | 10/07/2019 17h14 | Site 43/4, Plesetsk | Cosmos 2535 Cosmos 2536 Cosmos 2537 Cosmos 2538 | SSO    |                                                                              |
|        | ✓      |        | 6      | Soyouz 2.1v | 25/11/2019 17h52 | Site 43/4, Plesetsk | Cosmos 2542 Cosmos 2543                         | SSO    |                                                                              |
|        | ✓      |        | 7      | Soyouz 2.1v | 01/08/2022 20h25 | Site 43/4, Plesetsk | Cosmos 2558                                     | SSO    |                                                                              |
|        | ✓      |        | 8      | Soyouz 2.1v | 21/10/2022 19h20 | Site 43/4, Plesetsk | Cosmos 2561 Cosmos 2562                         | SSO    |                                                                              |